# 入来院定恒
入来院 定恒（いりきいん さだつね）は、江戸時代中期の薩摩藩士。薩摩入来領主、入来院氏23代当主。

## 生涯
正徳3年（1713年）12月30日、入来院明雅の次男として生まれる。享保7年（1722年）、鹿児島城に登城し元服する。藩主・島津継豊が加冠役、北郷久嘉が理髪役を務めた。以後、右近重教(しげのり)と名乗る。
享保10年（1725年）、明喬（あきたか）と改名する。享保16年（1731年）、定火消となる。享保21年（1736年）、定恒と改名する。元文3年（1738年）12月27日没。享年26。